# Lysimachia tonsa
Lysimachia tonsa är en viveväxtart som först beskrevs av Wood, och fick sitt nu gällande namn av Reinhard Gustav Paul Knuth. Lysimachia tonsa ingår i släktet lysingar, och familjen viveväxter. Inga underarter finns listade i Catalogue of Life.